# غابة تونتو الوطنية

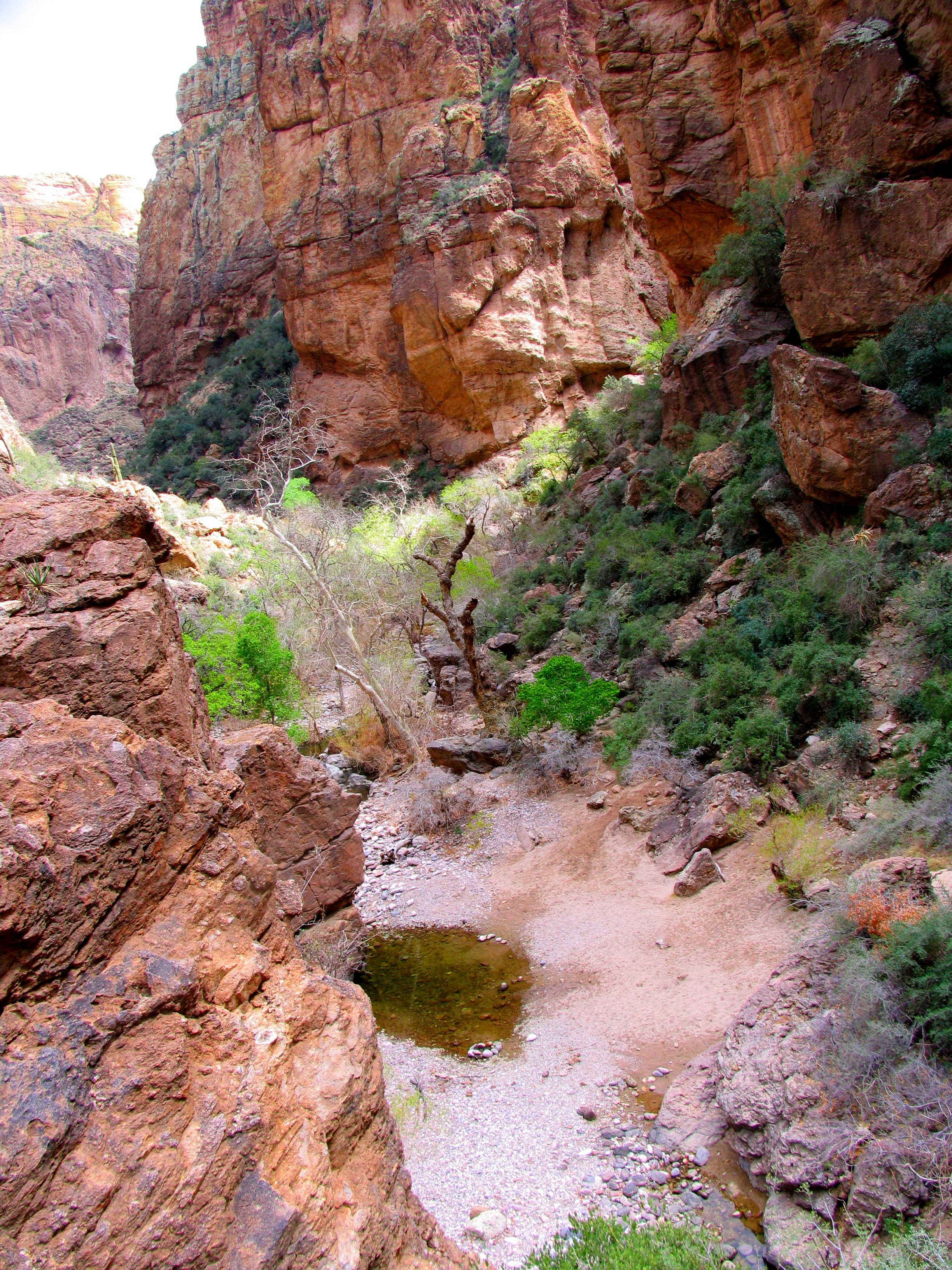
بركة من المياه، من بقايا الأمطار الأخيرة، في مغسلة جافة في غابة تونتو الوطنية

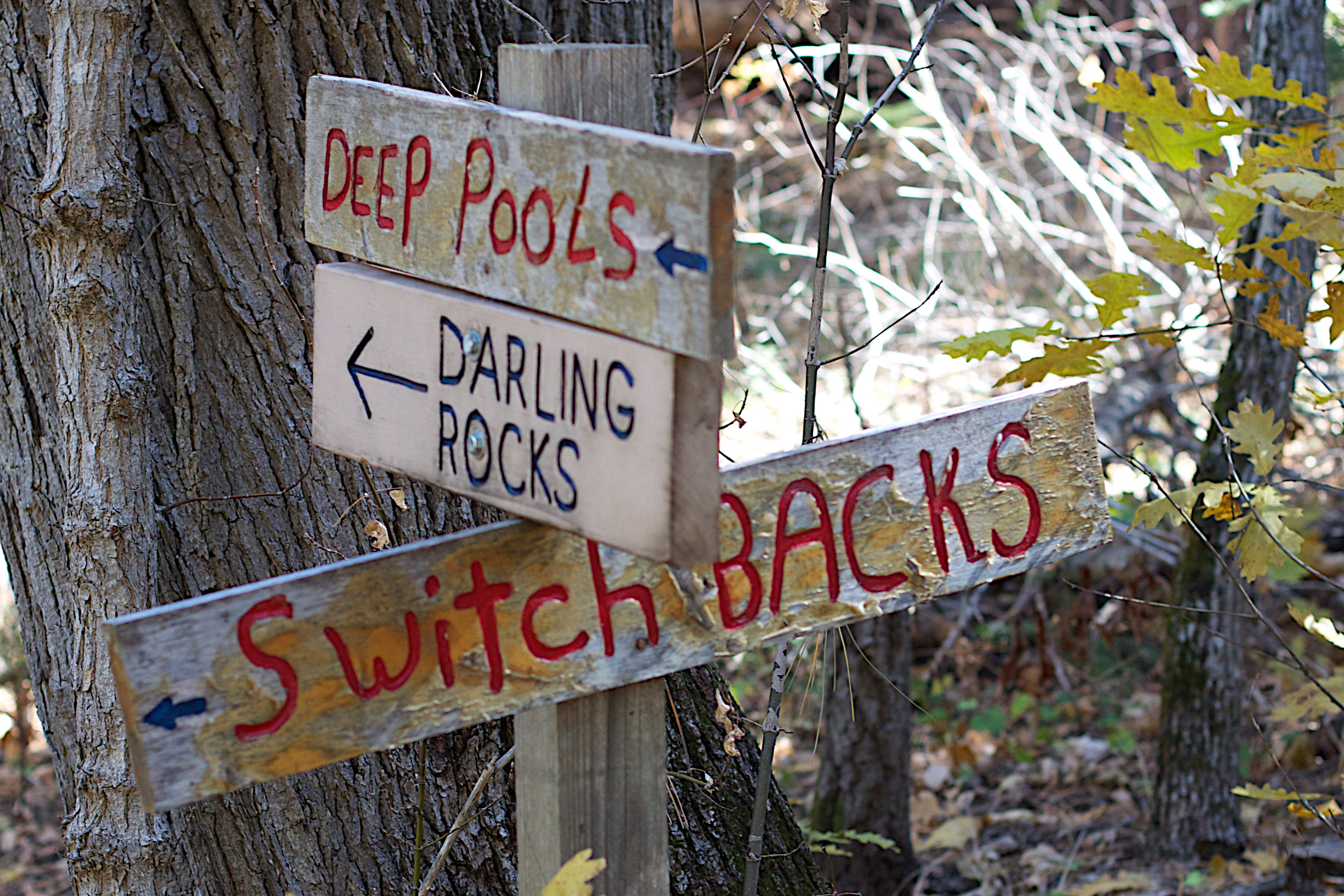
علامة درب غير رسمية في باين كانيون

غابة تونتو الوطنية (بالإنجليزية: Tonto National Forest)‏ هي غابة فيدرالية محمية تقع في ولاية أريزونا بالولايات المتحدة. تبلغ مساحتها 11627 كيلومتر مربع وأُنشئت عام 1905.

## الحيوانات البرية
العديد من أنواع الحيوانات البرية تعيش في الغابات بما في ذلك صحراء كولورادو: الراكون، عقاب رخماء، الدب الأسود الأمريكي، القيوط، الظربان الأمريكي المخطط، الوشق الأحمر، الجواب الكبير، الصقر المروج، الأيل الأبيض الذيل، البومة الطويلة الأذن، الأيل طويل الأذنين، الصقر الغربي ذو الذيل الأحمر، البلشون الأزرق الكبير، الكوغار الأمريكي، البومة المصاصة، القط حلقي الذيل، الوسق الأمريكي، الظبي الأمريكي، البقري ذو الياقة.

## التاريخ
اُنشئت محمية تونتو للغابات في 3 أكتوبر 1905 من قبل جنرال أرض اليابسة الرسمي. في عام 1906 نُقلت محميات الغابات إلى دائرة الغابات الأمريكية، وفي 4 مارس 1907 أصبحت تونتو غابة وطنية. في 13 يناير 1908 أُضيفت غابة جبال بينال الوطنية إلى جانب الأراضي الأخرى. في 1 يوليو 1908 أُضيف جزء من غابة بلاك ميسا الوطنية وأراضي أخرى، وفي 1 يوليو 1953 أُضيف جزء من غابة كروك الوطنية.